# Kiremba
Kiremba är en kommun i Burundi. Den ligger i provinsen Ngozi, i den norra delen av landet, 100 kilometer nordost om Burundis största stad Bujumbura.